# Doydirhynchus bicolor
Doydirhynchus bicolor là một loài bọ cánh cứng trong họ Nemonychidae. Loài này được Pic miêu tả khoa học đầu tiên năm 1905.